# Ashmeadiella neomexicana
Ashmeadiella neomexicana är en biart som först beskrevs av Cockerell 1904.  Ashmeadiella neomexicana ingår i släktet Ashmeadiella och familjen buksamlarbin. Inga underarter finns listade i Catalogue of Life.